# 타이미르스키군

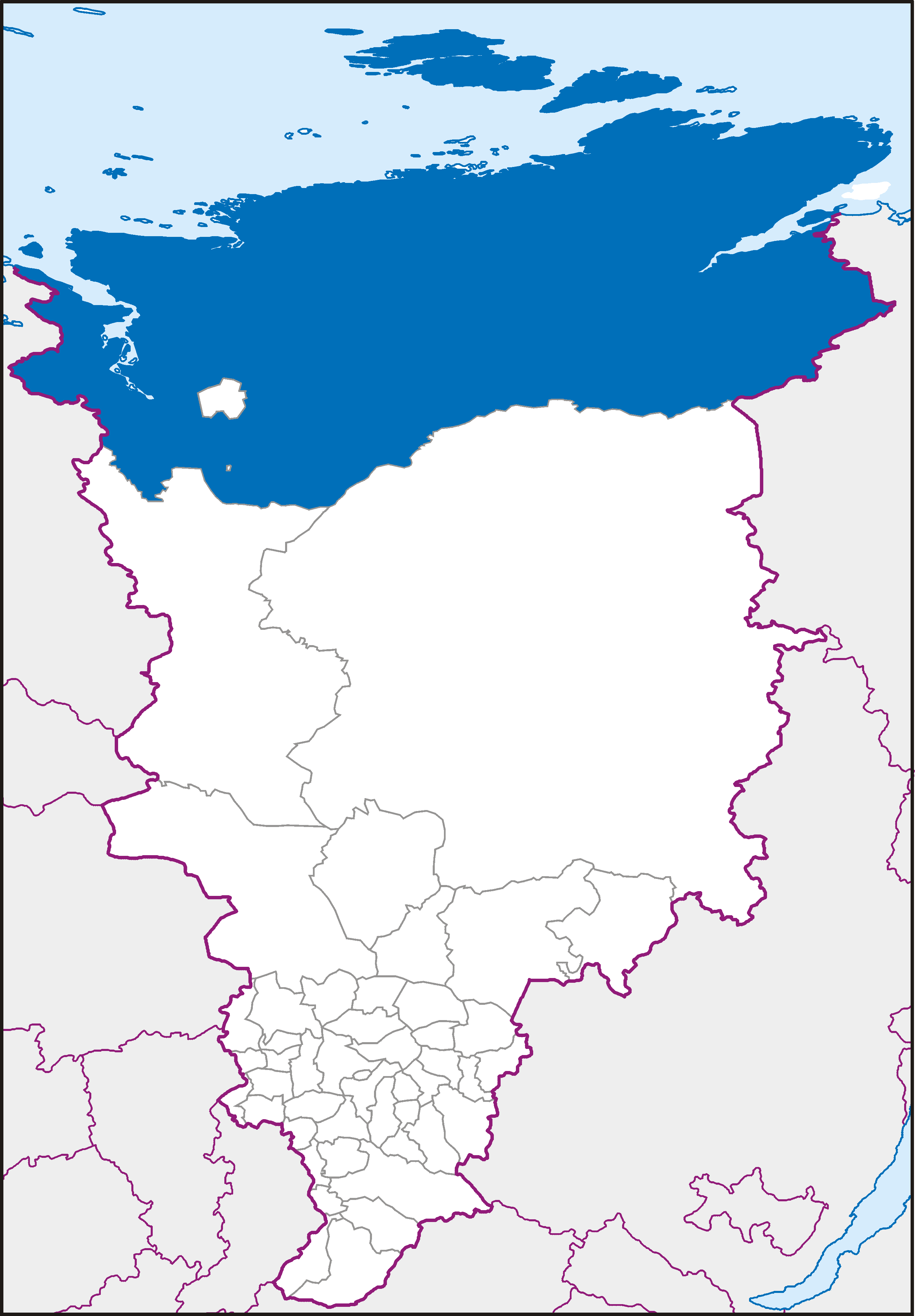
타이미르스키 군의 위치

타이미르스키군(러시아어: Таймырский район)은 크라스노야르스크 지방북쪽에 위치한 군이다. 중심지는 두딘카 (2만6,800명)이다. 타이미르반도에 위치해 있는 군이다.
면적은 86만2,100 sq км² (2005년)이다. 인구는 3만9,400명(2005년), 1인당 인구 밀도는 0,045 명/км^2 (2005년)이다. 대부분이 도시에 거주한다(66,2 %, 2005년). 돌간인과 네네츠인이 다수를 구성한다.

## 역사
이곳은 예전엔 타이미르 자치구였던 곳이었지만 2007년에 예벤키 자치구와 함께 크라스노야르스크 지방에 통합되었다.